# درشت‌حلقه

اریترومایسین که یک آنتی بیوتیک ماکرولید می‌باشد، نمونه ای از یک مولکول درشت‌حلقه است..

درشت‌حلقه (انگلیسی: Macrocycle) در علم شیمی به مولکول‌ها و یون‌هایی گفته می‌شود که دارای حلقه ۱۲ عضوی و یا بیشتر باشند. نمونه‌های شناخته شده این گروه از مولکول‌ها عبارت اند از اترهای تاجی، پورفیرین‌ها و سیکلودکسترین‌ها.